# Lijst van Eerste Kamerleden voor OPNL
Een overzicht van alle Eerste Kamerleden voor Onafhankelijke Politiek Nederland (OPNL). De partij was tot 2023 vertegenwoordigd onder de naam Onafhankelijke SenaatsFractie (OSF).
| Eerste Kamerlid   | Begindatum      | Einddatum       |
| ----------------- | --------------- | --------------- |
| Marten Bierman    | 8 juni 1999     | 9 juni 2003     |
| Henk ten Hoeve    | 10 juni 2003    | 6 juni 2011     |
| Kees de Lange     | 7 juni 2011     | 1 mei 2015      |
| Henk ten Hoeve    | 9 juni 2015     | 10 juni 2019    |
| Gerben Gerbrandy  | 11 juni 2019    | 15 januari 2021 |
| Ton Raven         | 19 januari 2021 | 12 juni 2023    |
| Auke van der Goot | 13 juni 2023    |                 |